# 20 años (álbum de Alex Ubago)
20 años (estilizado como Alex Ubago: 20 Años) es el séptimo álbum de estudio del cantante español Alex Ubago, publicado por la compañía discográfica Warner Music Spain. En este álbum, están incluidas las participaciones de Jesús Navarro, Andrés Suárez, Lali, La Oreja de Van Gogh y Antonio Orozco, entre otros. Para la canción «Para aprenderte», Ubago incluyó a su madre Antonia Rodríguez como invitada especial.

## Antecedentes y promoción
El álbum se caracteriza por el estilo romántico de Ubago. Asimismo, el álbum conmemora los 20 años de su trayectoria artística con una recopilación de sus canciones más populares; y fue presentado después de la nueva versión de su sencillo «Aunque no te pueda ver» en compañía de la banda mexicana Matisse
Se desprenden del mismo, algunos sencillos conocidos como: «A gritos de esperanza», «Ella vive en mí», «No te rindas» y «Estar contigo». Esta última fue parte del trío Alex, Jorge & Lena del cual fue parte.

## Lista de canciones
| N.º | Título                                       | Duración |  |
| 1.  | «¿Qué pides tú?» (con Pablo López)           | 4:24     |  |
| 2.  | «A gritos de esperanza» (con Jesús Navarro)  | 4:19     |  |
| 3.  | «Aunque no te pueda ver» (con Matisse)       | 4:02     |  |
| 4.  | «Dame tu aire» (con Leo Rizzi)               | 3:53     |  |
| 5.  | «Sin miedo a nada» (con Beret)               | 4:29     |  |
| 6.  | «Estar contigo» (con La Oreja de Van Gogh)   | 3:57     |  |
| 7.  | «Sigo aquí» (con Álvaro De Luna)             | 3:23     |  |
| 8.  | «Ella vive en mí» (con Antonio Orozco)       | 3:31     |  |
| 9.  | «Cuanto antes» (con Lali)                    | 3:46     |  |
| 10. | «Míranos» (con Nil Moliner)                  | 3:55     |  |
| 11. | «Destinados» (con Yoly Saa)                  | 3:46     |  |
| 12. | «Me arrepiento» (con Luciano Pereyra)        | 3:38     |  |
| 13. | «No te rindas» (con Andrés Suárez)           | 4:08     |  |
| 14. | «Antes de que te vayas» (con Ainoa Buitrago) | 4:06     |  |
| 15. | «Y ahora» (con Sofía Ellar)                  | 4:09     |  |
| 16. | «Por tantas cosas» (con Álvaro Soler)        | 3:43     |  |
| 17. | «¿Sabes?» (con ELE)                          | 4:37     |  |
| 18. | «Para aprenderte» (con Antonia Rodríguez)    | 4:31     |  |

## Posicionamiento en listas

### Listas semanales
| Listas (2022)       | Mejor posición |
| ------------------- | -------------- |
| España (PROMUSICAE) | 6              |